# Rybitwa czubata
Rybitwa czubata (Thalasseus sandvicensis) – gatunek średniej wielkości wędrownego ptaka wodnego z rodziny mewowatych (Laridae). Zamieszkuje wybrzeża Europy, Morza Kaspijskiego, Ameryki Północnej i Południowej, zimą także Afryki oraz Azji Zachodniej i Południowej. Nie jest zagrożony wyginięciem.

## Podgatunki i zasięg występowania

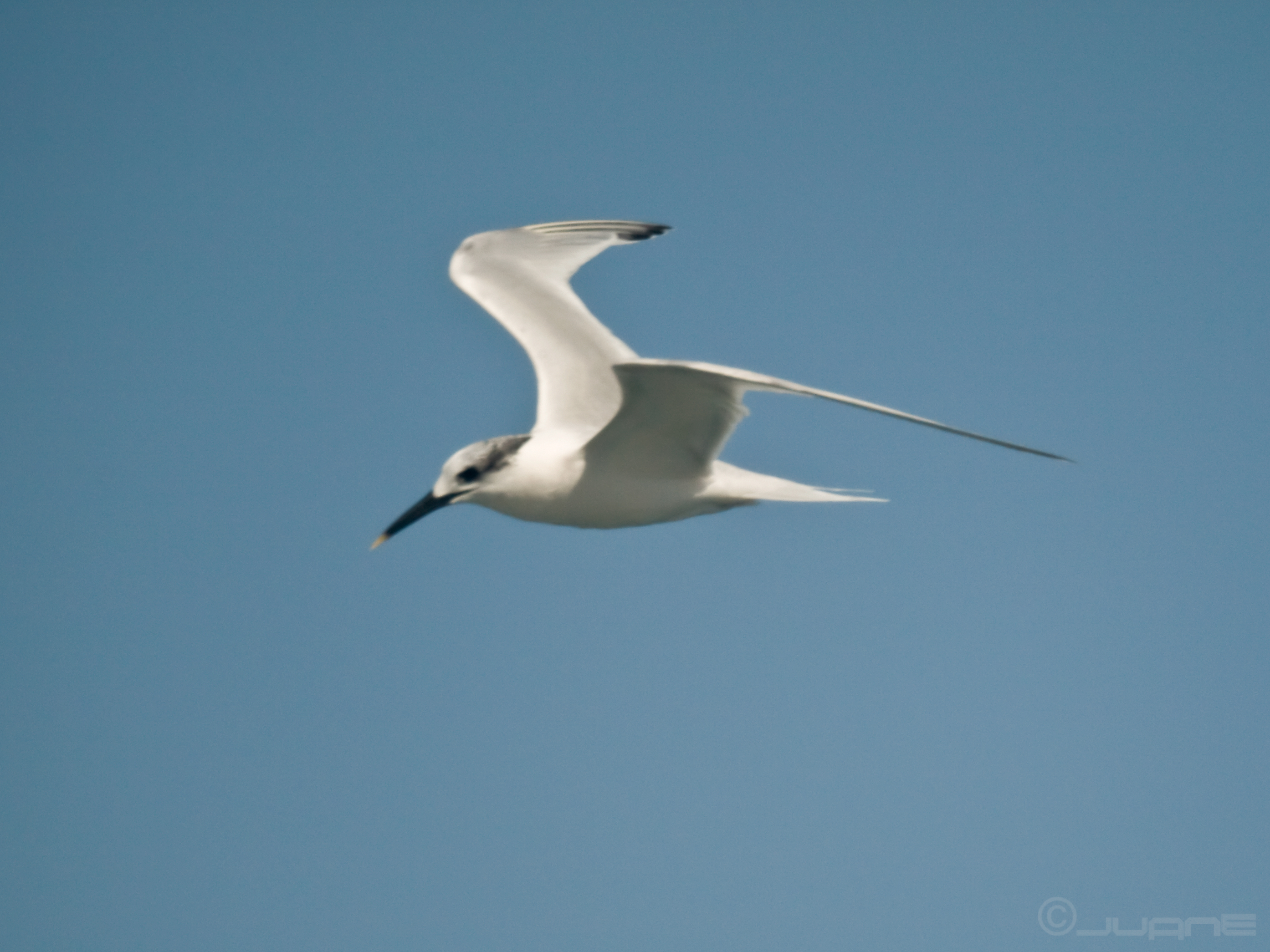
Rybitwa czubata w locie w szacie zimowej

Zamieszkuje w zależności od podgatunku:
- T. sandvicensis sandvicensis – rybitwa czubata[4] – Europa od południowej Skandynawii, przez Wielką Brytanię i Morze Śródziemne po Morze Kaspijskie. Zimuje od Morza Kaspijskiego, poprzez Czarne i Śródziemne po wybrzeża Afryki Zachodniej i Południowej, a także od Morza Czerwonego po północno-zachodnie Indie i Cejlon. Niektóre tereny lęgowe izolowane. Populacje północno- i wschodnioeuropejskie od sierpnia i jesienią odbywają długie podróże wybrzeżami afrykańskimi aż do Mozambiku na wschodzie, okrążając Afrykę od zachodu.

W Polsce gnieździ się nieregularnie w rezerwacie Mewia Łacha nad Zatoką Gdańską. Ostatnio od roku 2007 – 400 par, 2008 – 300 par, 2009 – 570 par, w latach 2010–2012 po ok. 100 par, które traciły lęgi w wyniku wezbrań wód, w 2013 r. – 415 par, 2014 – 630 par i 2015 – 500 par, regularnie pojawia się od kwietnia do września na całym wybrzeżu, zwłaszcza w ujściach rzek, w głębi lądu obserwowana wyjątkowo. Po okresie lęgowym odlatuje nad bogate w ryby Morze Północne i wzdłuż wybrzeży Afryki na południe.
- T. sandvicensis acuflavidus – rybitwa karaibska[4] – od wschodnich wybrzeży Ameryki Północnej po południowe Antyle. Zimuje od południowej Florydy i północnych wybrzeży Zatoki Meksykańskiej przez Antyle i Kolumbię po południowe Peru. Pojedyncze osobniki dolatują do Chile i północno-wschodniej Brazylii.
- T. sandvicensis eurygnathus – południowe Morze Karaibskie (niektóre osobniki legną się dalej na północ po Portoryko) na południe wzdłuż wybrzeży przez wschodnią Brazylię po północną Argentynę; w większości osiadła, zabłąkane osobniki obserwowano u atlantyckich wybrzeży USA.

Niektórzy autorzy, w tym Międzynarodowy Komitet Ornitologiczny (IOC), proponują wydzielenie podgatunków acuflavidus i eurygnathus do osobnego gatunku o nazwie Thalasseus acuflavidus.

## Charakterystyka
Cechy gatunkuRybitwa czubata jest wielkości mewy śmieszki. Od innych rybitw różni ją czarny dziób z żółtym czubkiem i czarne nogi.
Brak wyraźnego dymorfizmu płciowego. W upierzeniu godowym wierzch głowy czarny, grzbiet i długie, smukłe skrzydła popielate, końcówki skrzydeł ciemne, reszta ciała biała z różowawym odcieniem na brzuchu. Czarne pióra na potylicy są nastroszone tworząc mały czubek, który ptak potrafi sam stroszyć. Nogi krótkie, czarne, długi dziób czarny z żółtym końcem. Ogon głęboko rozwidlony. W szacie spoczynkowej czoło bieleje (od czerwca do lipca), a wierzch głowy staje się szarawy z ciemnymi cętkami. Obie płci są wtedy jednakowo ubarwione. Osobniki młodociane mają wierzch głowy i kark brązowoczarny w białe prążki, grzbiet i skrzydła pokryte ciemnym deseniem, a dziób całkowicie czarny. Lotki mają ciemnobrązowe z czubkami obrzeżonymi na biało. T. s. acuflavidus jest nieco mniejsza, w szacie spoczynkowej tył wierzchu głowy jest czarny (bez intensywnego cętkowania). T. a. eurygnathus jest podobna do T. s. acuflavidus, ale ma dziób całkowicie lub w większości żółty; przeciętnie ma też bardziej kudłaty czubek i nieco ciemniejszy płaszcz.
Wymiary średniedługość ciała ok. 34–45 cm
masa ciała ok. 130–300 g (sandvicensis 130–285 g; acuflavidus przeważnie 175–202 g; eurygnathus 170–210 g na Karaibach, 250–300 g w Urugwaju)
rozpiętość skrzydeł ok. 85–105 cm
GłosRybitwa jest ptakiem krzykliwym, bez przerwy słychać jej głośne i skrzeczące „kirrik kirrik”.

## Biotop
Morskie wybrzeża, nad słonymi i słonawymi wodami. W Europie w głębi lądu spotykana rzadko. Gniazduje na płaskich, piaszczystych, żwirowych lub kamienistych brzegach, falochronach lub pirsach, jak również na wydmach i skąpo porośniętych wyspach. Wyjątkowo można ją spotkać na śródlądowych morzach z dala od morza.

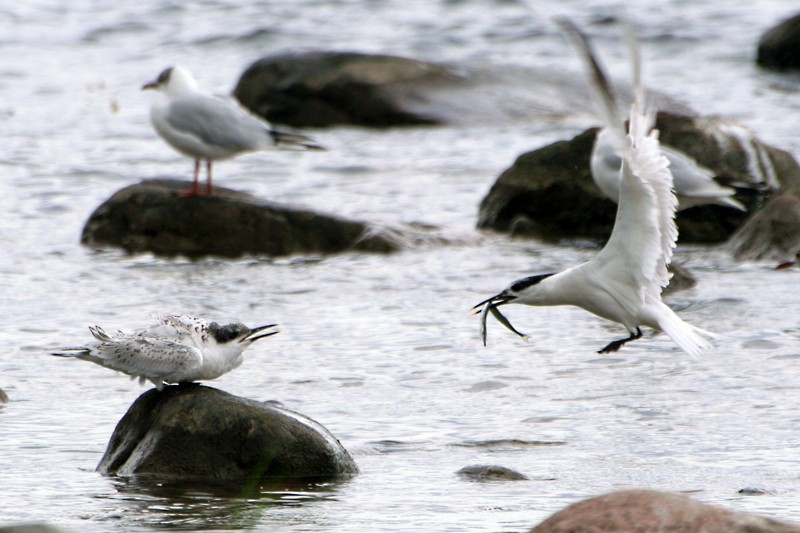
T. s. sandvicensis starający się nakarmić swoje młode

## Okres lęgowy

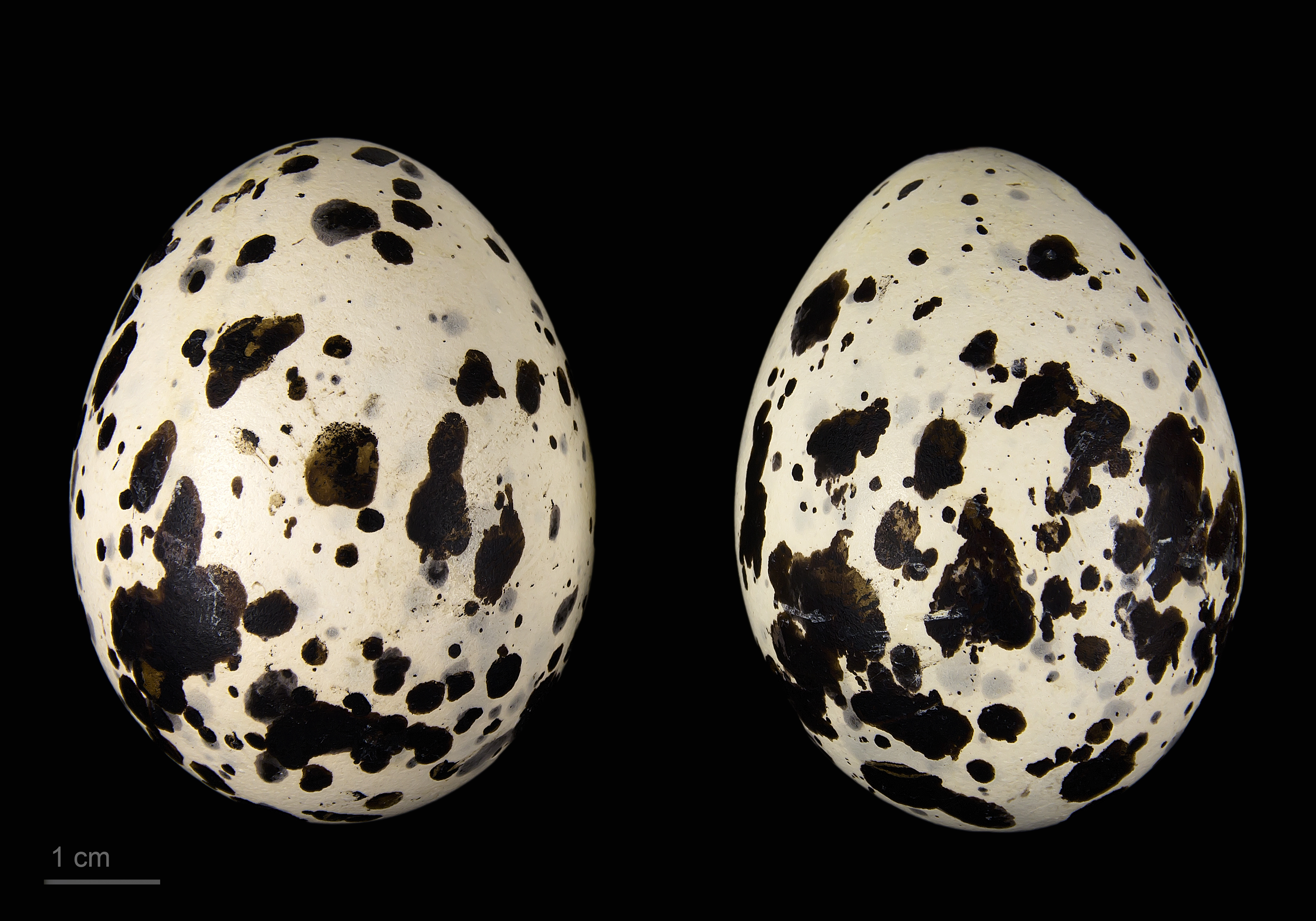
Jaja z kolekcji muzealnej

GniazdoNa lęgowiska wraca parami w kwietniu i maju. Gniazdo na ziemi, na piaszczystej plaży wygrzebane w piasku lub między kamieniami dokładnie wysłane suchymi źdźbłami. Tworzy kolonie, zlokalizowane zazwyczaj przy koloniach innych gatunków. Mogą liczyć tysiące osobników.
JajaW ciągu roku wyprowadza jeden lęg, składając w maju-czerwcu (w grudniu w Argentynie) 1–2 zielonkawe lub piaskowożółte, pokryte ciemnymi cętkami jaja.
Wysiadywanie i dorastanieJaja wysiadywane są przez okres 21–29 dni przez obydwoje rodziców, choć częściej przez samicę. Młode rybitwy mając 15–20 dni zbierają się na brzegu w stada, gdzie spacerują pod opieką dorosłych ptaków, które potrafią bez trudu odnaleźć w nich swoje potomstwo. Młode mają gęsty puch o barwie szarożółtej, usiany czarnymi plamkami, dziób żółtawy. Pisklęta umieją latać w wieku 5 tygodni. Na południe odlatują od lipca do września, długo pozostając pod opieką jednego z rodziców.

## Pożywienie

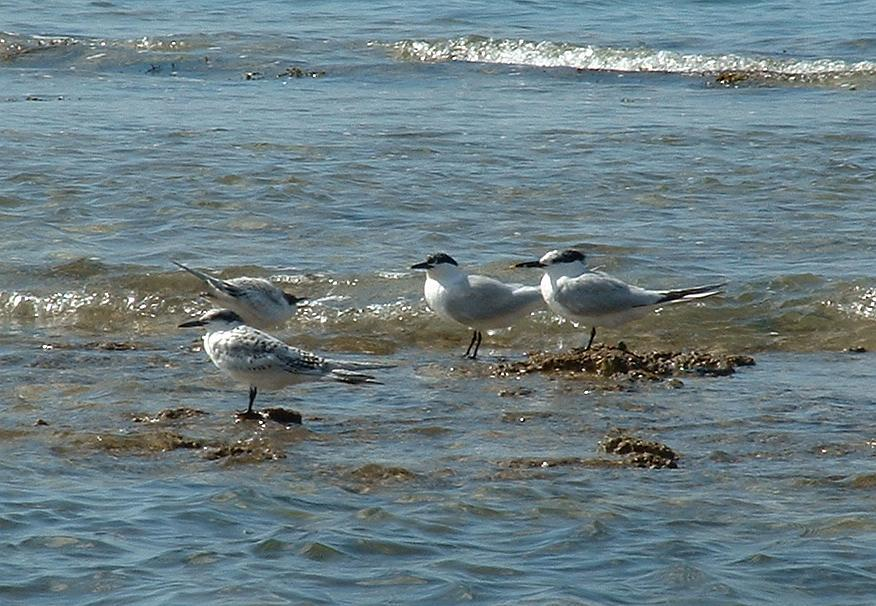
T. s. sandvicensis obok rybitwy rzecznej

Ryby do 20 cm, wodne bezkręgowce np. mięczaki, owady łapane na ziemi i pisklęta innych gatunków ptaków. Na ryby poluje pikując w wodę z góry.

## Status i ochrona
Międzynarodowa Unia Ochrony Przyrody (IUCN) uznaje rybitwę czubatą za gatunek najmniejszej troski (LC – least concern) nieprzerwanie od 1988 roku. W 2015 roku liczebność światowej populacji szacowano na 490–640 tysięcy osobników (czyli w przybliżeniu 325–430 tysięcy osobników dorosłych). Trend liczebności populacji uznaje się za stabilny.
W Polsce jest objęta ścisłą ochroną gatunkową oraz wymaga ochrony czynnej, dodatkowo obowiązuje zakaz fotografowania, filmowania lub obserwacji, mogących powodować płoszenie lub niepokojenie. Liczebność populacji lęgowej na terenie kraju w latach 2013–2018 szacowano na 41–770 par. W latach 2007–2018 populacja lęgowa zmniejszyła się o około 32%. Na Czerwonej liście ptaków Polski rybitwa czubata sklasyfikowana została jako gatunek krytycznie zagrożony (CR).